# Pavol Čaplovič (archeolog)

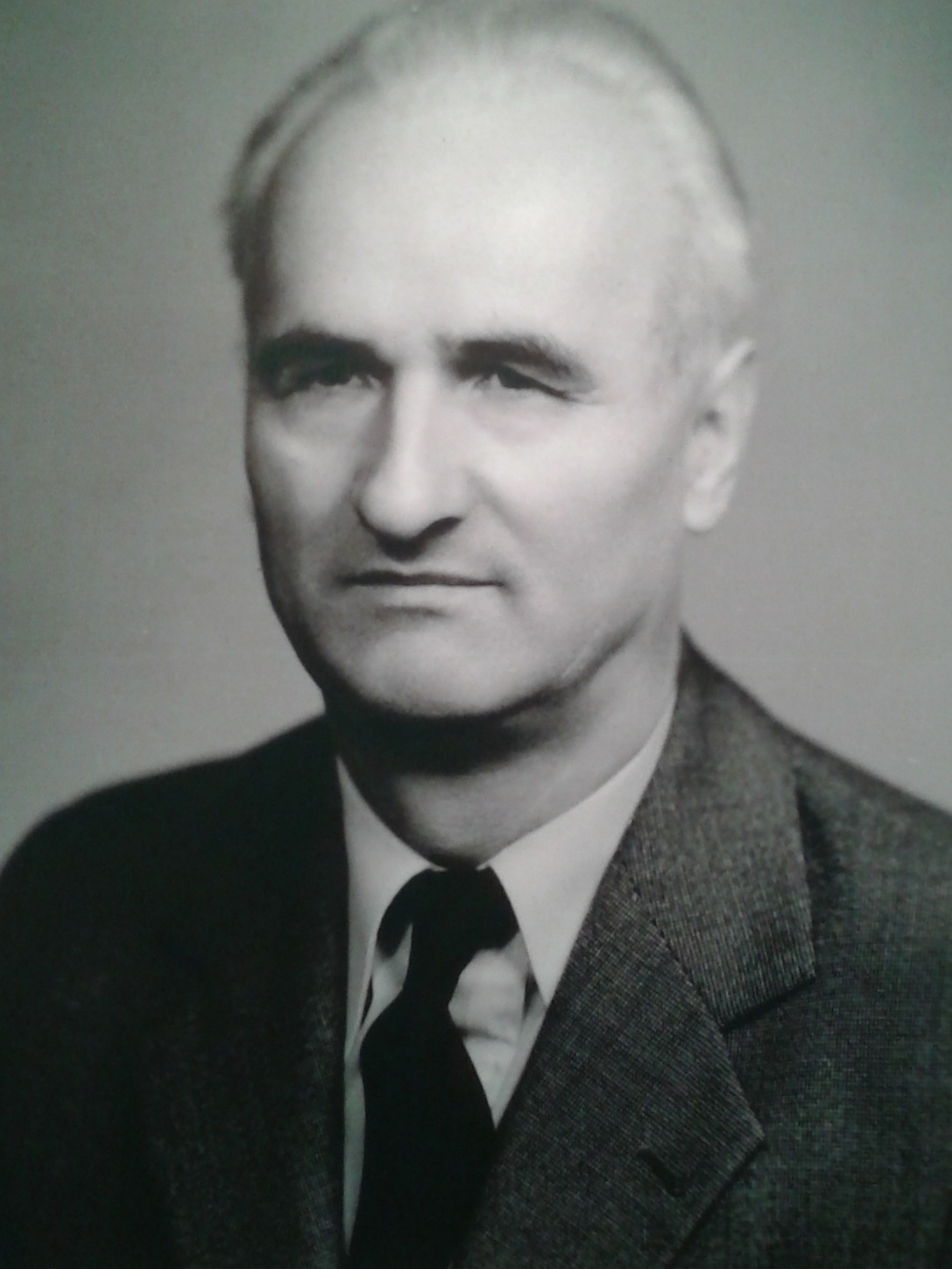
Pavol Čaplovič (1917-1994)

Pavol Čaplovič (ur. 7 marca 1917 w Wielicznej, zm. 5 czerwca 1994 w Orawskim Podzamczu) – słowacki archeolog, historyk i etnograf, zajmujący się głównie badaniami na terenach Orawy.
Pochodził ze starej, narodowo zorientowanej rodziny ziemiańskiej, której kilku członków wniosło znaczący wkład w dzieje słowackiej kultury. Jego rodzicami byli Jozef Čaplovič (1880–1941) i Zuzana Cimráková. Miał sześcioro rodzeństwa: dwie siostry i czterech braci, wśród nich był Ján (1905–1979) – pedagog i regionalny historyk Orawy. Do szkoły podstawowej uczęszczał w Wielicznej, następnie uczył się w kilku innych szkołach. Już w czasach szkolnych swój wolny czas poświęcał fotografii, radiu i archeologii – m.in. w 1932 r. asystował przy wykopaliskach w Dolnym Kubinie, prowadzonych przez profesora Antona Kociana. W latach 1936–1940 studiował w Instytucie Pedagogicznym w Spiskiej Nowej Wsi, gdzie uzyskał kwalifikacje nauczyciela szkoły podstawowej, po czym do 1950 r. pracował w różnych miejscowościach jako nauczyciel.
Równolegle w 1950 r. ukończył studia dopełniające w Instytucie Pedagogicznym w Żylinie. Następnie podjął pracę w Państwowym Instytucie Archeologicznym w Martinie (słow. Štátny archeologický ústav, ŠAÚ, od 1953 r. jako Instytut Archeologii w strukturach Słowackiej Akademii Nauk w Nitrze) i do 1953 roku prowadził kolejno kilka badań archeologicznych w południowo-zachodniej Słowacji. W 1953 powrócił na Orawę, gdzie został zarządcą Zamku Orawskiego i dyrektorem Muzeum Orawskiego w Orawskim Podzamczu. Pracował tu do emerytury, prowadząc jednocześnie badania archeologiczno-historyczne nad przeszłością tego regionu
Zajmował się głównie badaniami archeologicznymi na terenie Orawy. Interesował się m.in. zbiorowymi znaleziskami w Niżnej i na Hrádku w Istebnem, grobami z okresu kultury łużyckiej pod Skałką, badał bogate stanowiska z okresu lateńskiego (kultura puchowska) na Trninách, Ostréj i Tupéj skale nad Wyżnym Kubinem. Z wszystkich prac wykonywał bogate dokumentacje rysunkowe i fotograficzne. Wyniki publikował w różnych wydawnictwach naukowych. Opracował monografie kilku miejscowości na Orawie. W badaniach na terenie Karpat często współpracował z archeologami polskimi. Swoją działalność naukową ukoronował monumentalną monografią pt. Orava v praveku (...).
Od 1952 r. opublikował na podstawie własnych badań w terenie liczne prace z dziedziny archeologii, głównie z obszaru Orawy. Dziejów najdawniejszego osadnictwa na Podtatrzu dotyczą m.in.: Lužické žiarové hroby pod Skalkou vo Vyšnom Kubine („Slov. Archeol.” 1957), Výskum na Hrádku pri Istebnom („Archeologicke Rozhledy” 1957), Hromadný nález z Nižnej (tamże 1957), Z najstaršieho osídlenia Oravy („Pamiatky a Múzeá” 1959), Z praveku Oravy („Vlastivedný Sbornik Žilinskeho Kraja” 1959), Najnowsze badania archeologiczne na Orawie Słowackiej („Acta Archaeologica Carparica” 1963), Przyczynki do osadnictwa Orawy słowackiej w epoce żelaza (tamże 1966), Dolný Kubín II Halštatské popolnicové pohrebisko (Osveta, Martin 1977) oraz syntetyczne dzieło Orava v praveku, vo včasnej dobe dejinnej, a na začiatku stredoveku (Osveta, Martin 1987). Zarówno archeologią, jak i historią Orawy zajmuje się w swej książce pt. Oravský zámok (Banská Bystrica 1967), a ponadto także i etnografią w zbiorowo napisanych monografiach miejscowości orawskich: Podbiel (Banská Bystrica 1970) oraz Veličná (Martin 1972). Jest też autorem dwóch albumowo wydanych prac etnograficznych: Čaro kresaného dreva. Ľudová architektúra Oravy (Osveta, Martin 1977) oraz Ľud Oravy v minulosti (Osveta, Martin 1980). Ogłaszał również prace z dziedziny muzealnictwa, np. Sto rokov Oravského múzea („Zbornik Oravskeho Múzea” 1968). Od 1968 był redaktorem rocznika „Zbornik Oravskeho Múzea”.